# Польское кладбище в Тегеране
Польское кладбище в Тегеране, официально Польское военное кладбище в Тегеране — кладбище, расположенное в Дулабе на юге Тегерана в Иране. На кладбище похоронены 1937 польских граждан, 409 из которых были польскими солдатами, умершими в 1942 году во времена Второй мировой войны. Большинство польских граждан, похороненных на этом кладбище, составляли возвращавшиеся в Европу через Иран после освобождения из сталинских исправительно-трудовых лагерях в Сибири и Казахстане. Ни один из солдат, похороненных на кладбище, не был убит в ходе военных операций.

## История
В начале Второй мировой войны советские войска оккупировали восточную Польшу после соглашения с правительством Гитлера, впоследствии десятки тысяч польских граждан были депортированы в концентрационные лагеря в Сибири и Казахстане.
После нападения Германии на Советский Союз польские силы сопротивления, будучи союзниками СССР в борьбе против немецкой оккупации, просили об освобождении польских заключённых из Советского Союза. Сталин согласился, желая, чтобы польские заключённые после освобождения вступили в ряды сил сопротивления в Европе и этим ухудшили положение Германии на фронтах.
В итоге к 1942 году около 115000 польских граждан, в том числе порядка 25000 гражданских лиц и 13000 детей, прибыли в порт Энзели через Каспийское море. Солдаты и добровольцы, которые хотели присоединиться к силам сопротивления (армия Андерса), покинули Иран, отправившись на Ближний Восток и затем в Европу, а тысячи мирных жителей, женщин и детей в возрасте до 3 лет остались в этой стране. Польские беженцы открывали магазины, кафе и рестораны, работали на американских и британских военных базах. Несколько сотен польских женщин вышли замуж за персов и впоследствии остались в Иране, став частью местного общества.
Многие беженцы страдали из-за малярии, тифа, дизентерии и других инфекционных заболеваний. Из-за недоедания и болезней во время пребывания в трудовых лагерях многие из солдат и мирных жителей скончались в Иране, где и были похоронены. Около 1900 из них погребены на польском католическом кладбище в Дулабе на юге Тегерана.
Всего за время войны на территории Ирана умерло порядка 3500 польских граждан, в том числе 611 военнослужащих, и большинство из них похоронено на этом кладбище. На кладбище имеется двудольный цоколь с мемориальной доской, на которой выбиты имена всех похороненных здесь с 1942 по 1944 год. Польское посольство в Тегеране имеет полный список всех польских граждан, живших в Иране в то время, и точное количестве польских иммигрантов в этой стране.